# Rhytidothorax nigrum
Rhytidothorax nigrum är en stekelart som beskrevs av Singh och Agarwal 1993. Rhytidothorax nigrum ingår i släktet Rhytidothorax och familjen sköldlussteklar. Inga underarter finns listade i Catalogue of Life.